# Pepe Reina
José Manuel "Pepe" Reina Páez (Madrid, 31 de agosto de 1982) é um ex-futebolista espanhol que atuava como goleiro.
Filho do ex-goleiro Miguel Reina, especialista em defender pênaltis, o espanhol começou sua carreira nas categorias de base do Barcelona, em 1995. Subiu ao time profissional em 2000 e permaneceu no Barça até 2002, quando transferiu-se para o Villarreal. No Submarino Amarelo, atuou em mais de 100 partidas e despertou o interesse de grandes clubes do futebol europeu.

## Carreira

### Liverpool
Reina assinou com o Liverpool em julho de 2005, com o técnico Rafael Benítez saudando-o como "o melhor goleiro da Espanha". O espanhol estreou pelos Reds contra o Network Solutions Total, agora conhecido como The New Saints, em partida válida pela primeira fase da Liga dos Campeões da UEFA.
Reina também quebrou o recorde no Liverpool de ficar sem tomar gols, entre 11 de outubro e dezembro de 2005. O arqueiro acabou sendo vazado no dia 18 de dezembro de 2005, quando sofreu um gol do volante Mineiro, do São Paulo, na final do Mundial de Clubes da FIFA.
No clube inglês, imediatamente se tornou titular e chegou ao auge de sua carreira. Sua primeira grande atuação pelos Reds aconteceu na final da Copa da Inglaterra de 2005–06, contra o West Ham: após o empate por 3–3 no tempo normal e prorrogação, defendeu três das quatro cobranças do West Ham na disputa por pênaltis, levando o Liverpool ao título do torneio. Em 2007, levou o clube à final da Liga dos Campeões, mas os ingleses acabaram derrotados pelo Milan. Em sua passagem pela Inglaterra foi considerado um dos melhores goleiros da Premier League, ao lado de Petr Čech e Edwin van der Sar, do Manchester United, e um dos melhores goleiros do mundo.

#### 2011–12
No dia 26 de fevereiro de 2012, Reina ganhou seu segundo título pelo Liverpool, batendo o Cardiff nos pênaltis na final da Copa da Liga. Já no dia 1 de abril, o goleiro recebeu um cartão vermelho em uma derrota por 2–0 contra o Newcastle devido a uma entrada violenta em James Perch. Reina não havia desfalcado o Liverpool em um jogo da Premier League por mais de cinco anos. Isso fez com que o brasileiro Doni atuasse nos dois jogos seguintes, contra Aston Villa e Blackburn Rovers. Reina também perdeu a semifinal da Copa da Inglaterra contra o Everton, no dia 14 de abril, um jogo em que o Liverpool venceu por 2–1, com gols de Luis Suárez e Andy Carroll.

#### 2012–13
No dia 29 de outubro, Reina não atuou na partida contra o rival Everton, um empate por 2–2. Jogou sua partida 262ª contra o Newcastle, sofreu um gol e seu time empatou em 1–1 no Anfield, com gol de Luis Suárez. Voltou a jogar depois de quase um mês na reserva do Liverpool, o seu time venceu por 3–2 de virada contra o West Ham. Ficou sem sofrer gols em 30 de dezembro, contra o Queens Park Rangers. Reina conquistou duas partidas sem sofrer gols contra o Sunderland. Vencendo o jogo por 3–0, segunda vitória seguida do Liverpool.
No dia 13 de janeiro, perdeu o clássico para o Manchester United, no Old Trafford, por 2–1. No segundo clássico, contra o Manchester City, sua equipe empatou por 2–2. Sofreu dois gols no dia 11 de fevereiro, contra o West Bromwich, e viu sua equipe perder a partida por 2–0. No jogo contra o Swansea, no dia 17 de fevereiro, os Reds golearam por 5–0.

### Napoli
Após ter perdido espaço com a contratação de Simon Mignolet, o então treinador do Liverpool, Brendan Rodgers, confirmou o empréstimo de Reina ao Napoli no dia 26 de julho de 2013.

### Bayern de Munique
No dia 5 de agosto de 2014, foi contratado pelo Bayern de Munique por cerca de três milhões de euros.

### Retorno ao Napoli
Em junho de 2015, após uma temporada no clube alemão sendo reserva de Manuel Neuer, tendo atuado em apenas três partidas, o goleiro acertou seu retorno ao Napoli.

### Milan
Em julho de 2018, o espanhol assinou com o Milan até 2021, chegando para brigar por posição com Gianluigi Donnarumma. No dia 5 de outubro de 2019, em um jogo contra o Genoa no Estádio Luigi Ferraris, Reina sofreu um frangaço em cobrança de falta de Lasse Schöne, mas se redimiu ao pegar um pênalti do próprio Schöne nos acréscimos.

### Lazio
Após uma passagem sem brilho pelo Aston Villa, Reina foi anunciado como novo reforço da Lazio no dia 27 de agosto de 2020.

### Retorno ao Villarreal
Aos 39 anos, Reina acertou seu retorno ao Villarreal em julho de 2022, assinando contrato válido por uma temporada.

### Como
O jogador voltou ao futebol italiano em julho de 2024, assinando contrato por uma temporada com o recém-promovido Como.

### Aposentadoria
No dia 19 de maio de 2025, Pepe Reina anunciou que vai se aposentar ao fim da temporada. O goleiro fez sua última partida como profissional na última rodada do campeonato italiano em 23/05, contra a Inter de Milão.
Nesta partida, foi expulso e deixou o Como com um a menos. Teve que sair da grande área para evitar ataque de Taremi, mas acertou o atacante com carrinho e recebeu cartão vermelho, após revisão no VAR. 

## Seleção Nacional

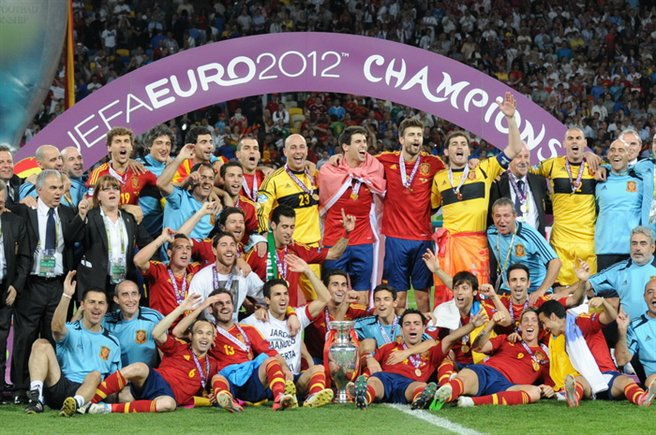
Jogadores da Espanha celebrando a conquista da Euro 2012

Seu primeiro jogo pela Seleção Espanhola foi em agosto de 2005, na vitória por 2–0 sobre o Uruguai. O goleiro foi convocado pela Fúria e disputou as Copas do Mundo de 2006, 2010, 2014 e 2018, atuando em apenas uma partida, uma vitória contra a Austrália, pela fase de grupos da Copa de 2014. Quatro anos antes, em 2010, os espanhóis sagraram-se campeões no Mundial realizado na África do Sul. Além disto, Reina esteve também no elenco campeão das Eurocopas de 2008 e 2012.
Em outubro de 2008, Reina e Iker Casillas juntos quebraram o recorde nacional de mais tempo sem sofrer um gol. A dupla ficou invicta por 710 minutos, mais tempo do que os lendários Andoni Zubizarreta e Francisco Buyo. O atacante Wesley Sonck, da Bélgica, foi quem finalizou a série sem gols e marcou contra a Espanha em uma partida das Eliminatórias da Copa do Mundo.
Quando foi convocado para a Seleção Catalã em 2000, atuou em apenas uma partida.

## Vida pessoal
Casou-se com Yolanda Ruiz, em Córdoba, em 19 de maio de 2006, antes de concentrar com a Seleção Espanhola para a disputa da Copa do Mundo. O casal teve cinco filhos: Grecia (nascido em 25 de fevereiro de 2007), Alma (nascido em 30 de julho de 2008), Luca (nascido em 26 de maio de 2011), Thiago e Sira. No período em que atuou no Liverpool, Reina foi vizinho de Fernando Torres. Ele também era vizinho de Maxi Rodríguez antes do meia voltar para a Argentina.
Seu pai, Miguel Reina, foi goleiro do Atlético de Madrid na final da Copa Europeia de 1974.
Apesar de ter uma personalidade séria como goleiro, Reina é conhecido por seu humor extravagante, muitas vezes distraindo seus colegas com piadas e canções, tendo atuado como mestre de cerimônias nas celebrações oficiais da Espanha após os títulos da Euro 2008, da Copa do Mundo de 2010 e da Euro 2012.
Reina é um amigo muito próximo de David Villa, e muitas vezes eram vistos juntos passando o tempo ou comemorando vitórias. Em março de 2011, quando superou o recorde de gols de Raúl González e tornou-se o maior artilheiro da Seleção Espanhola, o atacante fez questão de dedicar os gols ao amigo Reina.

## Títulos
Villarreal
- Copa Intertoto da UEFA: 2003 e 2004

Liverpool
- Supercopa da UEFA: 2005
- Copa da Inglaterra: 2005–06
- Supercopa da Inglaterra: 2006
- Copa da Liga Inglesa: 2011–12

Napoli
- Copa da Itália: 2013–14

Bayern de Munique
- Bundesliga: 2014–15

Seleção Espanhola Sub-17
- Eurocopa Sub-17: 1999

Seleção Espanhola
- Eurocopa: 2008 e 2012
- Copa do Mundo FIFA: 2010

### Prêmios individuais
- Luva de Ouro da Premier League: 2005–06, 2006–07 e 2007–08[49]
- Jogador da Temporada do Liverpool: 2009–10
- Jogador do Standard Chartered do Mês: dezembro de 2010
- Real Ordem de Mérito Esportivo: 2011[50][51]